# Thabo Mngomeni
Thabo Mngomeni (Fokváros, 1969. június 24. –) Dél-afrikai válogatott labdarúgó.

## Pályafutása

### Klubcsapatban
Pályafutását a Cape Town Spurs csapatában kezdte, ahol 1990 és 1994 között játszott, de ezalatt két alkalommal is kölcsönadták, először 1993-ban a D'Alberton Callies, majd 1994-ben a Manning Rangers együttesének. 1994 és 1998 között a Bush Bucks csapatában játszott. 1998-ban igazolt az Orlando Pirates együtteséhez, mellyel 2001-ben bajnoki címet szerzett. 2002-ben, 33 évesen térdsérülés miatt vonult vissza a Hellenic játékosaként.

### A válogatottban
1998 és 2002 között 37 alkalommal szerepelt a Dél-afrikai válogatottban és 6 gólt szerzett. Részt vett a 2000-es és a 2002-es afrikai nemzetek kupáján, illetve a 2002-es világbajnokságon.

## Sikerei, díjai
Orlando Pirates
- Dél-afrikai bajnok (1): 2001

Dél-Afrika
- Afrikai nemzetek kupája bronzérmes (1): 2000